# Bailarina (escultura)
La bailarina es una escultura de bronce del 2500 a. C. aproximadamente. Encontrada en las ruinas de la ciudad de Mohenjo-Daro, una de las principales de la cultura del valle del Indo (en la actualidad, en Pakistán). La estatuilla mide 10,5 centímetros y representa a una mujer joven de pie, de silueta estilizada, con actitud confiada y una pose natural. La bailarina es considerada una obra maestra, y una de las obras de arte más conocidas de la civilización del Valle del Indo. Fue descubierta por el arqueólogo británico Ernest J. H. Mackay en 1926, antes de la partición de la India. La estatuilla se encuentra en el Museo Nacional de Nueva Delhi y su propiedad está en disputa con Pakistán.

## Descripción
La estatuilla es de bronce y mide 10,5 centímetros de alto por 5 de ancho; y tiene aproximadamente 3000 años de antigüedad. Fue encontrada en el "área HR" de Mohenjo-Daro por Ernest J. H. Mackay en 1926. A pesar de que la posición de la figura es solo de pie, fue nombrada Dancing Girl (bailarina) como una suposición de su profesión. Esta es una de las dos obras de arte en bronce encontradas en Mohenjo-Daro que muestran características más flexibles, en comparación con otras poses más formales. La joven muchacha está totalmente desnuda, excepto varios brazaletes y un collar, y se muestra en una posición natural con el brazo derecho flexionado y una mano apoyada sobre la cadera. Se pueden distinguir de 24 a 25 brazaletes en su brazo izquierdo y 4 en su brazo derecho. También se aprecia que lleva algún objeto en su mano izquierda, que descansa en el muslo; ambos brazos son inusualmente largos. Su brazo, completamente lleno de brazaletes, es similar al de la dama Banjara. Su collar tiene tres grandes piezas colgando y lleva el pelo recogido en un gran moño que descansa sobre su hombro. Esta estatuilla refleja la estética del cuerpo femenino, tal y como se definía durante ese período histórico y cultura.

## Interpretaciones de los expertos
En 1973, el arqueólogo Mortimer Wheeler describió el objeto artístico como su estatuilla favorita:

She's about fifteen years old I should think, not more, but she stands there with bangles all the way up her arm and nothing else on. A girl perfectly, for the moment, perfectly confident of herself and the world. There's nothing like her, I think, in the world.
"Tiene unos 15 años, debería pensar, no más, pero ella está ahí parada, con brazaletes en los brazos y nada más. Una chica perfectamente segura de sí misma y del mundo. No hay nada como ella, a mi parecer, en el mundo."
Mortimer Wheeler

John Marshall, otro arqueólogo de Mohenjo-daro, describió la figura como una niña, con la mano en la cadera en una postura medio descarada, y las piernas ligeramente adelantadas mientras marca el tiempo de la música con las piernas y los pies. Se sabe que reaccionó con sorpresa cuando vio esta estatuilla por primera vez, afirmando que cuando la vio le costó creer que fuera prehistórica. El arqueólogo Gregory Possehl describió a la Bailarina como la pieza de arte más cautivadora de un yacimiento del Indo y calificó la descripción de la misma como una bailarina, al afirmar que no podemos estar seguros de que ella fuera una bailarina, pero era buena en lo que hacía y lo demuestra en su actitud.
La estatua condujo a dos descubrimientos importantes sobre la civilización: primero que conocían la mezcla de metales, la fundición y otros métodos sofisticados, y en segundo lugar que el entretenimiento, especialmente la danza, formaba parte de su cultura. La bailarina de bronce se creó usando la técnica de fundición de moldeo a la cera perdida y demuestra la experiencia de las personas en la fabricación de obras de bronce durante esa etapa de la historia. La estatua se exhibe en el Museo Nacional de Nueva Delhi. Mackay encontró una estatuilla de bronce similar durante el final de su temporada de excavación entre 1930 y 1931 en el área DK-G de una casa en Mohenjo-daro. La conservación, así como la calidad de la figura, es inferior a la de la bailarina. Esta segunda figura femenina de bronce se exhibe en el Museo de Karachi, Pakistán.
Un grabado en un fragmento de arcilla roja, descubierto en Bhirrana, una zona de Harappa en el distrito de Fatehabad en Haryana (India), muestra una imagen que evoca a la bailarina. El líder del equipo de excavación, L.S. Rao, comentó que el diseño de las líneas del fragmento es fiel a la postura, incluyendo la disposición de las manos de la figura de bronce. Parece que el artesano de Bhirrana tenía conocimiento de primera mano de ella.

## Reclamo de Pakistán
Algunos políticos y expertos paquistaníes han exigido que la bailarina sea "devuelta" a Pakistán. En 2016, el abogado paquistaní, Javed Iqbal Jaffery, solicitó al Tribunal Superior de Lahore la devolución de la estatua, alegando que había sido tomada de Pakistán hacía 60 años a petición del Consejo Nacional de las Artes en Delhi, pero que nunca regresó. Según él, la bailarina era para Pakistán lo que la Mona Lisa de Da Vinci para Europa.
Otra versión de los hechos, sin embargo, sugiere que la estatua fue llevada por Mortimer Wheeler a Delhi antes de la partición.